# Gare de Lille-Saint-Sauveur
Gare de Lille-Saint-Sauveur vasútállomás Franciaországban, Lille településen.

## Vasútvonalak
Az állomást az alábbi vasútvonalak érintik:
- Lille-Saint-Sauveur-Lille-Port-Vauban-vasútvonal

## Kapcsolódó állomások
A vasútállomáshoz az alábbi állomások vannak a legközelebb: